# 혼치바역
혼치바역(일본어: 本千葉駅, ほんちばえき)은 일본 지바현 지바시 주오구에 있는 철도역이다.

## 타는 곳
| 1 | ■ 소토보 선             | 소가・오아미・도가네・나루토・모바라・가쓰우라・아와카모가와 방면 |
| 1 | ■ 우치보 선             | 소가・고이・기사라즈・기미쓰・다테야마・아와카모가와 방면         |
| 2 | ■ 소토보 선 ■ 우치보 선 | 지바・도쿄 방면                                                   |

## 역세권 정보
- 지바 현청
- 현청앞역(지바 도시 모노레일 1호선)

서쪽을 게이세이 전철 지하라 선이 지난다.

## 역사
- 1896년 2월 25일: 영업 개시.

## 인접역
| 동일본 여객철도 ■ 소토보 선 | 동일본 여객철도 ■ 소토보 선 | 동일본 여객철도 ■ 소토보 선 |
| --------------------------- | --------------------------- | --------------------------- |
| 지바 지바 방면              | 보통                        | 소가 아와카모가와 방면      |